# Mogrus frontosus
Mogrus frontosus är en spindelart som först beskrevs av Simon 1871.  Mogrus frontosus ingår i släktet Mogrus och familjen hoppspindlar. Inga underarter finns listade i Catalogue of Life.